# Rhopalopsole apicispina
Rhopalopsole apicispina is een steenvlieg uit de familie naaldsteenvliegen (Leuctridae). De wetenschappelijke naam van de soort is voor het eerst geldig gepubliceerd in 1991 door Yang & Yang.